# Kamień św. Wojciecha (województwo kujawsko-pomorskie)
Kamień świętego Wojciecha, Diabelski Kamień (niem. Teufelstein) – granitowy głaz narzutowy znajdujący się przy południowej granicy Wdeckiego Parku Krajobrazowego, około 0,5 km od przystanku kolejowego w Leosi. Pierwsza nazwa pochodzi od legendy, według której święty Wojciech z tego miejsca wygłosił jedno ze swoich kazań w czasie misji chrystianizacyjnej do Prus. Według innej legendy diabeł przenosił głaz, aby przegrodzić nim nurt Wdy, lecz nie zdążył przed świtem i musiał pozostawić go w tym miejscu (kilkaset metrów od rzeki). Głaz granitowy jest pomnikiem przyrody nieożywionej o obwodzie 24,5 m, szerokości 8,8 m i wysokości 3,8 m.
To trzeci co do wielkości głaz narzutowy w Polsce.
Głaz św. Wojciecha to spora atrakcja dla turystów. Można dojechać do niego utwardzoną drogą leśną.